# Love Sublime
Albums par Brad Mehldau
Brad Mehldau Trio Live
(2006) Live in Marciac
(2006)
Love Sublime est un album du pianiste de jazz américain Brad Mehldau en duo avec la soprano américaine Renée Fleming, sorti le 27 juin 2006 chez Nonesuch Records.

## À propos de la musique
Les deux musiciens sont issus de sphères différentes : Brad Mehldau est réputé en tant que pianiste de jazz, en particulier avec son trio ; la soprano Renée Fleming est connue pour son travail à l'opéra ou lors de récitals classiques. Pour autant, le jeu de Melhdau est influencé par la musique classique, et Fleming a pensé à être chanteuse de jazz dans sa jeunesse.
Fleming est à l'origine de l'idée, répondant à une commande de Robert Harth, le directeur artistique du Carnegie Hall. La première a eu lieu en mai 2005 au Zankel Hall.
Brad Mehldau a travaillé sur cette musique pendant deux ans. Toute la musique est soit entièrement composée, soit « très préparée ». Le pianiste a écrit de la musique sur des poèmes de Rainer Maria Rilke issus du Le Livre des heures (1905), avec une nouvelle traduction en anglais. D'autres compositions se basent sur des poèmes issus de The Blue Estuaries de Louise Bogan,. Le morceau qui donne son titre à l'album est écrit par Fleurine (en), la femme du pianiste.
Les « couleurs [de Mehldau] capturent l'impression de solitude spirituelle et de terreur existentielle de Rilke, transfigurant la lutte du poète avec la croyance en une lumière d'acier, qui illumine la déclaration de foi finale aussi clairement que ses doutes et ses peurs ». « Certains des effets les plus frappants proviennent d'accords lugubres et carillonnants, évoquant Messiaen, mais Mehldau met en parallèle les images les plus fortes des poètes avec des passages de contrepoint serré et d'accords denses ». La musique est pensée en fonction des paroles : « dans Tears in Sleep, par exemple, la ligne de chant glisse sur des harmonies sinueuses, suggérant une agitation sans rêve. ».

## Réception
Les critiques sont divisées en fonction de leur intérêt. The Austin Chronicle prévient : « amateurs de jazz, méfiez-vous ! », tandis que le Financial Times écrit que « tout semble opposer l'opéra et le jazz, mais sur cet album […] ils se mêlent brillamment ». Pour The Guardian, « même si les habitués de Mehldau peuvent être désarçonnés face à ces mélodies aux tons purs, il y a suffisamment de rythmes évoquant le rock et d'averses culminantes pour qu'on reconnaisse sa patte ».
Pour Gramophone, « Fleming chante d'une manière sublime, avec beaucoup de sentiment, sacrifiant souvent la clarté textuelle dans le processus, et ses effets de voix rappellent la connexion avec le jazz ».

## Pistes
| No  | Titre                                     | Paroles            | Recueil                              | Durée |
| --- | ----------------------------------------- | ------------------ | ------------------------------------ | ----- |
| 1.  | Your First Word Was "Light"               | Rainer Maria Rilke | The Book of Hours: Love Poems to God | 5:28  |
| 2.  | The Hour Is Striking So Close Above Me    | Rainer Maria Rilke | The Book of Hours: Love Poems to God | 5:09  |
| 3.  | I Love the Dark Hours of My Being         | Rainer Maria Rilke | The Book of Hours: Love Poems to God | 4:35  |
| 4.  | I Love You, Gentlest of Ways              | Rainer Maria Rilke | The Book of Hours: Love Poems to God | 7:02  |
| 5.  | No One Lives His Life                     | Rainer Maria Rilke | The Book of Hours: Love Poems to God | 2:36  |
| 6.  | His Caring Is a Nightmare to Us           | Rainer Maria Rilke | The Book of Hours: Love Poems to God | 2:31  |
| 7.  | Extinguish My Eyes, I'll Go On Seeing You | Rainer Maria Rilke | The Book of Hours: Love Poems to God | 6:13  |
| 8.  | Tears in Sleep                            | Louise Bogan       | The Blue Estuaries                   | 2:31  |
| 9.  | Memory                                    | Louise Bogan       | The Blue Estuaries                   | 3:25  |
| 10. | A Tale                                    | Louise Bogan       | The Blue Estuaries                   | 4:28  |
| 11. | Love Sublime                              | Fleurine (en)      |                                      | 4:20  |

## Musiciens
- Brad Mehldau : piano
- Renée Fleming : voix